# Vaccino anti febbre gialla
Il vaccino della febbre gialla è una preparazione liofilizzata da ricostituire come sospensione acquosa immediatamente prima dell'uso. Viene impiegato per indurre immunità attiva contro la febbre gialla. 
Ad oggi il principale tipo di vaccino contro la febbre gialla prodotto su larga scala è il vaccino del virus 17D (Rockefeller, vivo, attenuato).
La quantità di vaccino disponibile nel mondo è limitata: ciò è dovuto al fatto che l'emivita del prodotto è relativamente breve e non permette l'accumulo di grandi quantitativi. 
La richiesta di vaccino è irregolare: improvvisamente elevata durante le epidemie e bassa durante i periodi interepidemici. Il vaccino anti febbre gialla si è dimostrato, con il trascorrere degli anni, uno tra i vaccini più sicuri ed altamente efficaci contro una malattia caratterizzata da un elevato tasso di mortalità.

## Farmacodinamica
Il liofilizzato è ottenuto dal ceppo 17D del virus della febbre gialla, coltivato su uova embrionate di gallina ed esente da patogeni in quanto proveniente da allevamenti indenni da microorganismi infettivi. Dopo l'incubazione, la fase acquosa contenente il virus ottenuto dalle uova infette viene chiarificata e sottoposta ai saggi di identità, sterilità e verifica dell'assenza dei microorganismi estranei. Durante la preparazione del vaccino possono essere aggiunti adatti antibiotici.
Il vaccino, mescolato con un antisiero specifico per il virus della febbre gialla, deve mostrare una diminuzione rilevante della capacità di infettare colture di cellule sensibili.
Il vaccino della febbre gialla è impiegato per indurre immunità attiva contro la febbre gialla. L'immunità, comportante la produzione di specifici linfociti B e T e la comparsa di anticorpi circolanti,
si instaura generalmente entro 10 giorni dalla somministrazione e perdura per tutta la vita.

## Usi clinici
Il vaccino anti febbre gialla è indicato per l'immunizzazione primaria in soggetti che si debbono portare in viaggio verso un'area endemica o si trovano a transitare attraverso un'area endemica.
È inoltre indicato in quei soggetti che per diversi motivi (ad esempio di lavoro o turismo) debbono recarsi in viaggio verso un paese che richiede un Certificato Internazionale di Vaccinazione per l'ingresso. 
È infine consigliata agli addetti di laboratori che maneggiano materiale potenzialmente infetto e a chi vive in zone endemiche (in particolare paesi dell'Africa e dell'America del Sud).

## Effetti collaterali e indesiderati
Il vaccino per la febbre gialla è generalmente ben tollerato. Talvolta è possibile osservare la comparsa di reazioni minori qualche giorno dopo l'inoculo. In circa il 5% dei pazienti si assiste a comparsa di febbre, lieve cefalea, mialgia e lombalgia, in assenza di reazione linfonodale regionale o infiammazione nel sito di iniezione. 
Le reazioni avverse più gravi sono rappresentate dalle encefaliti e dalle reazioni allergiche.
I casi di encefalite rappresentano una percentuale molto bassa, in proporzione ai dieci milioni di immunizzati che non hanno manifestato l'effetto collaterale. 
I rari eventi di encefalite verificatisi nel corso di oltre 40 anni di immunizzazione (a partire dal 1945), più correttamente definite malattie neurotropiche associate al vaccino della febbre gialla (YEL-AND), secondo l'Organizzazione Mondiale della Sanità sono stati complessivamente 26 (tra certi e probabili e di questi 16 casi hanno interessato bambini con meno di 6 mesi di età).
Il vaccino anti febbre gialla è stato raramente associato alla comparsa di insufficienza multi-organo, ora più correttamente definita malattia viscerotropica associata al vaccino (YEL-AVD). Secondo l'OMS tra il 1996 e il 2001 sono stati registrati 7 casi di malattia viscerotropica (YEL-AVD) e di questi 6 hanno condotto a morte il paziente. 4 casi sono stati registrati negli USA, 2 in Brasile e 1 in Australia. Sembra che il rischio di sviluppare la malattia viscerotropica associata alla vaccinazione anti febbre gialla sia considerevolmente maggiore nei soggetti con più di 60 anni di età.
Le reazioni allergiche includono rash cutanei, eritema multiforme, prurito, orticaria, angioedema. Molto di rado (un caso su un milione di pazienti) è possibile che si manifesti asma bronchiale. Questo effetto avverso si verifica principalmente in persone con precedenti di allergia, specialmente alle uova. 
Molto raramente sono state registrate anche reazioni allergiche immediate, talvolta accompagnate da shock anafilattico e collasso circolatorio. 
Del tutto eccezionale è la possibilità che si manifesti, pressoché sempre entro 24 ore dall'avvenuta vaccinazione, una reazione allergica simile al fenomeno di Arthus, talvolta fatale.

## Controindicazioni
In linea generale i bambini con meno di nove mesi d'età non dovrebbero essere immunizzati per evitare le possibili complicazioni encefalitiche.
In un'ottica di rapporto rischio/beneficio è possibile immunizzare i bambini, a partire da sei mesi d'età, che vivono in aree rurali con precedenti di epidemie di febbre gialla. In presenza di bambini che vivono in zone epidemiche con focolai attivi, è possibile procedere alla vaccinazione a partire dai quattro mesi di età.

I bambini al di sotto dei quattro mesi d'età non dovrebbero ricevere, in nessun caso, il vaccino della febbre gialla.

Non esistono dati sufficienti riguardanti la sicurezza del vaccino della febbre gialla in soggetti HIV-positivi. L'Organizzazione Mondiale della Sanità (OMS) consiglia di limitare la somministrazione solo ai casi in cui il rischio di contagio è elevato anche perché la percentuale di soggetti che sviluppa anticorpi specifici contro il virus della febbre gialla è decisamente più bassa, in particolare nella popolazione pediatrica. Più recentemente, basandosi su una popolazione ridotta di soggetti HIV positivi, si è evidenziato che la vaccinazione non comporterebbe l'insorgenza di reazioni avverse significative, ma che, nel contempo è bene vaccinare gli individui HIV positivi solo dopo aver soppresso la replicazione virale.

I soggetti non immunocompetenti e comunque in terapia con farmaci immunosoppressori (azatioprina, ciclofosfamide) in seguito a somministrazione del vaccino della febbre gialla possono vedere potenziata sia la replicazione virale sia lo sviluppo dell'infezione. Aumenta inoltre il rischio di effetti collaterali gravi (in particolare di encefalite). 
Negli individui che hanno ricevuto trasfusione di plasma o di sangue il vaccino della febbre gialla dovrebbe essere somministrato a distanza di almeno due mesi.

## Dosi terapeutiche
Per indurre l'immunità è richiesta la somministrazione di una sola dose da 0,5 ml di vaccino ricostituito, pari a non meno di 1.000 UI di virus della febbre gialla (ceppo 17 D–204, vivo, attenuato), da somministrare sottocute. Nei lattanti e nei bambini piccoli (età compresa tra 6 mesi e 2 anni) il sito di iniezione raccomandato è la regione anterolaterale della coscia. Nei bambini più grandi e negli adulti il sito di iniezione cui è opportuno ricorrere è il muscolo deltoide.

## Durata
Il 10 ottobre 2016 è stata emanata dal Ministero della salute la circolare Nuove norme sulla vaccinazione contro la febbre gialla, in cui si riporta la risoluzione WHA67.13.82014 dell’Organizzazione Mondiale della Sanità, che modifica il periodo di validità della vaccinazione contro la febbre gialla, da 10 anni a tutta la vita, senza necessità di richiami.

## Gravidanza e allattamento
I vaccini vivi non dovrebbero essere somministrati durante il primo trimestre di gravidanza, anche se non vi è evidenza che possano provocare danno fetale. 
Nelle donne in stato di gravidanza l'immunizzazione dovrebbe essere indotta solo se il rischio di contrarre la febbre gialla è superiore al rischio legato alla somministrazione del vaccino.

## Interazioni
- morbillo e vaccino del vaiolo (attualmente non più in uso): la somministrazione concomitante di questi vaccini e del vaccino della febbre gialla per via intradermica nello stesso sito provoca una diminuzione della velocità di sieroconversione alla febbre gialla.[23]

Se i vaccini vengono somministrati in zone cutanee differenti non si verifica alcuna interferenza, anche in caso di somministrazione concomitante del vaccino antidifterico, vaccino antitetanico e del vaccino della pertosse.
- Vaccino del colera: la somministrazione concomitante di questo vaccino potrebbe interferire con la risposta immunitaria al vaccino della febbre gialla, e viceversa. Infatti, quando i due vaccini vengono somministrati con un intervallo inferiore alle 3 settimane si osserva nel siero una diminuzione iniziale dei livelli anticorpali di ciascun vaccino. Tale interferenza non sembra tuttavia avere rilevanza clinica e porterebbe soltanto a un ritardo nella risposta anticorpale.[24][25]

## Precauzioni per la conservazione
Il vaccino nella forma liofilizzata deve essere conservato al riparo dalla luce e a temperature comprese tra 2 e 8 °C, evitandone il congelamento. 
In queste condizioni il vaccino mantiene la sua attività per almeno due anni. La sospensione ricostituita deve essere utilizzata immediatamente.

## Aree a rischio
L'Organizzazione Mondiale della Sanità (OMS) pubblica annualmente un opuscolo intitolato International Travel and Health: Vaccination Requirements and Health Advice che fornisce informazioni su quali siano in Africa e in Sud America le zone endemiche per la febbre gialla e quali siano i Paesi che richiedono ai viaggiatori un certificato di vaccinazione. 
Il certificato di vaccinazione internazionale è valido solo per dieci anni a partire da 10 giorni dopo l'immunizzazione primaria e solo se il vaccino utilizzato è stato approvato dall'OMS ed è stato somministrato in centri di vaccinazione autorizzati.

## Strategie di immunizzazione in Africa
Negli ultimi 40 anni in Africa sono state approntate due diverse strategie di immunizzazione per la febbre gialla.
- Programma di immunizzazione di emergenza: ha lo scopo di limitare la diffusione dell'infezione che interessa tutte le persone presenti nel focus epidemico senza tener conto del loro stato immunologico.

Sfortunatamente questa strategia presenta lo svantaggio che l'immunità non compare prima di 7 giorni dalla somministrazione del vaccino, e pertanto, durante tale periodo, vi è la possibilità che si verifichino ulteriori decessi anche tra i vaccinati.
- Programma di immunizzazione di routine: viene effettuato in modo programmato per immunizzare anticipatamente tutta la popolazione considerata a rischio. Il vaccino della febbre gialla può essere incluso in un programma nazionale di immunizzazione. La somministrazione del vaccino insieme a quello del morbillo all'età di nove mesi comporta indubbi vantaggi logistici. Nelle aree rurali, considerate endemiche, l'età minima per l'immunizzazione di routine può essere abbassata a sei mesi.